# 보클뤼즈주의 캉통
프랑스 보클뤼즈주에는 총 17개의 캉통이 속해 있다. 2015년 3월 행정구역 총개편으로 인해 현재는 다음과 같이 설치되어 있다.
- 아프트
- 아비뇽 1
- 아비뇽 2
- 아비뇽 3
- 볼렌
- 카르팡트라
- 카베용
- 슈발블랑
- 릴쉬르라소르그
- 몽퇴
- 오랑주
- 페른레퐁텐
- 페르튀
- 르퐁테
- 소르그
- 베종라로멘
- 발레아